# 真野村 (福島県)
真野村（まのむら）は福島県北東部、相馬郡に属していた村。現在の南相馬市北東部、常磐線鹿島駅の南方一帯、おおむね真野川下流右岸にあたる。

## 地理
- 河川：真野川

## 歴史
- 1889年（明治22年）4月1日 - 町村制の施行により、寺内村、江垂村、塩崎村、川子村、小島田村、大内村、烏崎村が合併して行方郡真野村が発足。
- 1896年（明治29年）4月1日 - 所属郡が相馬郡に変更。
- 1954年（昭和29年）3月31日 - 鹿島町・上真野村・八沢村と合併し、改めて鹿島町が発足。同日真野村廃止。

## 交通

### 鉄道路線
日本国有鉄道常磐線が村域を通過するが、駅は所在しなかった。鹿島駅が至近に所在する。

### 道路
- 国道6号